# National Association of Broadcasters
 (juin 2009).
Si vous disposez d'ouvrages ou d'articles de référence ou si vous connaissez des sites web de qualité traitant du thème abordé ici, merci de compléter l'article en donnant les références utiles à sa vérifiabilité et en les liant à la section « Notes et références ».

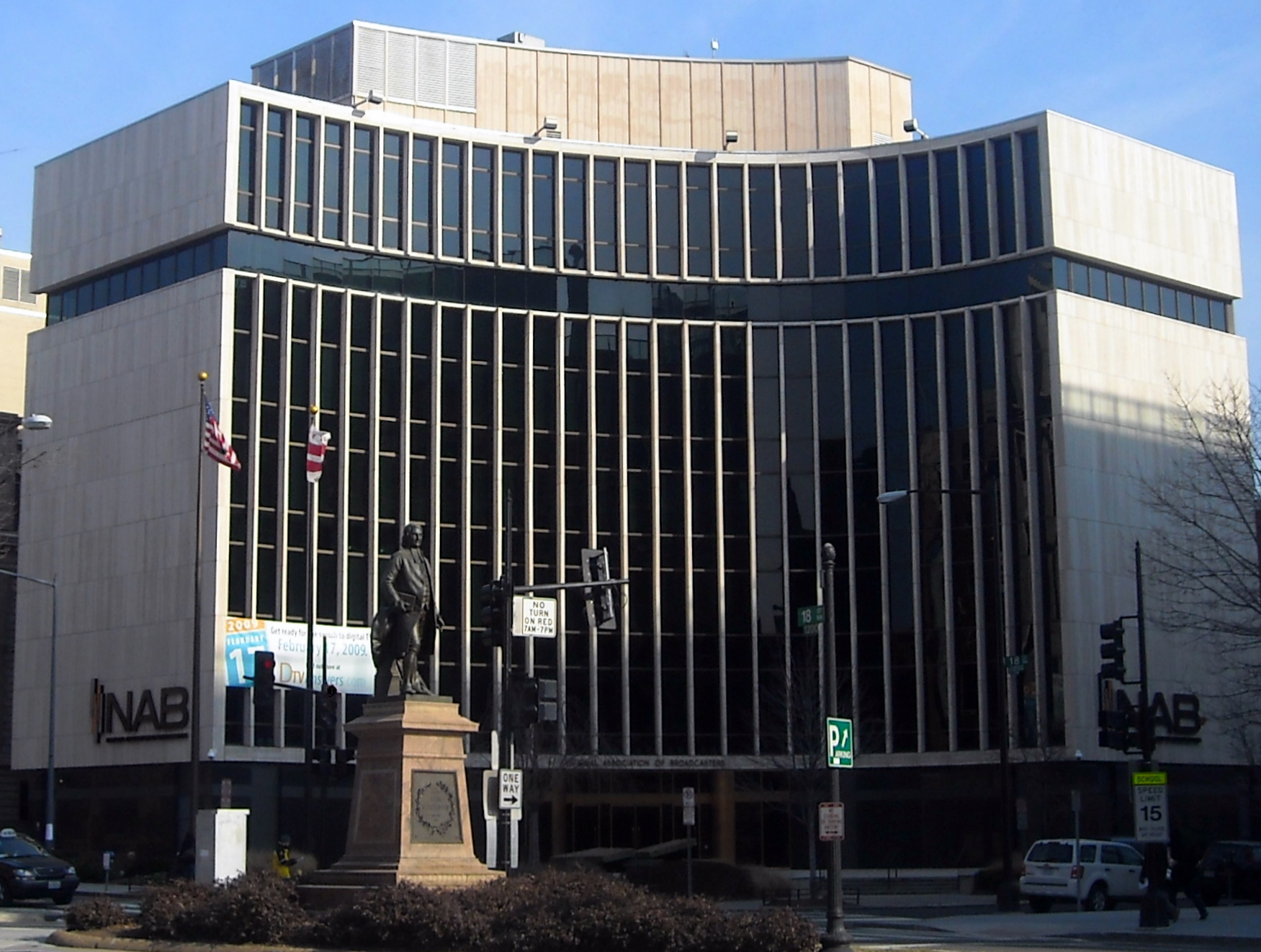
Siège de la National Association of Broadcasters à Washington D.C.

La National Association of Broadcasters (NAB) est un syndicat professionnel américain représentant les intérêts des sociétés de radiodiffusion et de production de programmes de télévision,,.